# Neyder Moreno
Neyder Stiven Moreno Betancur (Medellín, 9 febbraio 1997) è un calciatore colombiano, centrocampista dell'Auckland FC.

## Carriera
Ha giocato nella prima divisione colombiana ed in quella australiana.

## Palmarès

### Club

#### Competizioni nazionali
- Copa Colombia: 1

Atlético Nacional: 2023
- Súper Liga: 1

Atlético Nacional: 2023
- Premier's Plate: 1

Auckland FC: 2024-2025